# Altuna, Börje
Altuna är en by i Börje socken, Uppsala kommun.
Byn omtalas första gången 1345, då frälsemannen Gotskalk av Torpa sålde jord 'in Alatunum'. 1377 säljs 3 öresland, 10 penningland i byn till Uppsala domkyrkan, som 1385 erhåller ytterligare 4 penningland i byn. Uppsala domkyrka hade 1497-1536 två lantbor, som räntade 2 pund och 7 1/2 spann korn vardera årligen.
Byn kom därefter att dras in av Gustav Vasa som hans privata gods, och ingick bland de 200 gårdar som 1624 donerads av Gustav II Adolf till Uppsala universitet.